# 福后星族小行星
福后星族（英語：Phocaea family，/foʊˈsiːə/ foh-SEE-ə；adj.「Phocaean」；FIN: 701）是一個碰撞的小行星族，位於小行星帶內部區域2.25至2.5AU之間。福后星族小行星是石質的S型，其軌道離心率大於0.1，傾角在18到32之間°。估計這一族的年齡為22億年，其名字來源於其最大的成員，直徑約75公里的(25) 福后星。一些福后星族的小行星也是火星軌道穿越小行星:23。

## 福后星族地區
福后星族區域包含其它碰撞家族，如最近發現的碳質小行星的，塔瑪拉族（英語：Tamara family），以其潜在的最大成員(326) 塔瑪拉命名。這個家庭的年齡估計為2.64億歲。還探測到(290) 布呂納（布呂納族）、(1192) 普里斯馬和(6246) 科莫羅托羅，以及(17628) 1996 FB5}、(19536) 1999 JM4和(26142) 1994 PL1周圍的幾個團塊:1514,1515。

## 成員
| 名稱        | a     | e     | i       |
| ----------- | ----- | ----- | ------- |
| (25) 福后星 | 2.400 | 0.255 | 21.584° |
| (1090) 隅田 | 2.360 | 0.220 | 21.505° |